# قاعده برن
قاعدۀ برن (یا قانون برن) یکی از قوانین مکانیک کوانتومی است که احتمال به دست آمدن یک نتیجۀ معین از اندازه‌گیری کمیتی از یک سامانه کوانتومی را به دست می‌دهد. این قانون به نام بنیان‌گذار آن ماکس برن نامیده شده‌است. قاعده برن یکی از اصول اساسی مکانیک کوانتومی است و پیونددهندۀ ماهیت احتمالی مکانیک کوانتومی با ساختار تعینی فرمول‌بندی مکانیک کوانتومی است.

## شرح
قاعدۀ برن بیان می‌کند که اگر یک مشاهده‌پذیر متناظر به یک عملگر هرمیتی {\displaystyle A} با طیف گسسته در یک سامانه با تابع موج بهنجار {\displaystyle \scriptstyle |\psi \rangle } اندازه‌گیری شود، آنگاه:
- مقدار حاصل از اندازه‌گیری حتماً یکی از ویژه‌مقدارهای {\displaystyle \lambda } عملگر {\displaystyle A} خواهد بود.
- احتمال به دست آمدن ویژه‌مقدار {\displaystyle \lambda _{i}} از اندازه‌گیری برابر با {\displaystyle \scriptstyle \langle \psi |P_{i}|\psi \rangle } خواهد بود که {\displaystyle P_{i}} تصویر {\displaystyle \lambda _{i}} در ویژه‌فضای {\displaystyle A} است.[۲]

در حالتی که {\displaystyle A} گسسته نباشد احتمال قرارگیری نتیجه آزمایش در مجموعۀ اندازه‌پذیر M برابر {\displaystyle \scriptstyle \langle \psi |Q(M)|\psi \rangle } است که {\displaystyle Q} برابر اندازۀ طیفی {\displaystyle A} است.